# Gymnastique rythmique aux Jeux mondiaux de 2013
Navigation
Kaohsiung 2009 Wrocław 2017
Les épreuves de gymnastique rythmique des Jeux mondiaux de 2013 ont lieu du 25 au 27 juillet 2013 à Cali (Colombie).

## Podiums
| Épreuves       | Or                             | Argent                         | Bronze                       |
| -------------- | ------------------------------ | ------------------------------ | ---------------------------- |
| Cerceau        | Ukraine Ganna Rizatdinova      | Biélorussie Melitina Staniouta | Russie Elizaveta Nazarenkova |
| Ballon         | Biélorussie Melitina Staniouta | Ukraine Ganna Rizatdinova      | Ukraine Alina Maksymenko     |
| Massues        | Biélorussie Melitina Staniouta | Ukraine Ganna Rizatdinova      | Ukraine Alina Maksymenko     |
| Ruban - annulé |                                |                                |                              |

## Tableau des médailles
| Rang  | Nation      | Or | Argent | Bronze | Total |
| ----- | ----------- | -- | ------ | ------ | ----- |
| 1     | Biélorussie | 2  | 1      | 0      | 3     |
| 2     | Ukraine     | 1  | 2      | 2      | 5     |
| 3     | Russie      | 0  | 0      | 1      | 1     |
| TOTAL | TOTAL       | 3  | 3      | 3      | 9     |